# Религия на Украине
Согласно 7-й статье закона «О свободе совести и религиозных организациях» от 23 апреля 1991 года № 987-XII религиозные объединения Украины представляются перед государством и светским правом в лице своих религиозных центров и управлений, зарегистрированных в соответствии с 14-й статьей упомянутого закона, что означает, что само религиозное объединение как централизованная организация не подлежит государственной регистрации и не является юридическим лицом. Преобладающее число верующих — христиане.
1 сентября 2023 года Православная церковь Украины — (ПЦУ) и Украинская грекокатолическая церковь — (УГКЦ) перешли на новоюлианский календарь.
20 августа 2024 года на заседании Верховной Рады была запрещена Украинская Православная Церковь Московского Патриархата (УПЦ МП)  

## Распространение религий на Украине
| Вероисповедание                                                                  | Количество активно практикующих верующих, млн. (постоянно посещают какую-то религиозную общину) | Количество активно практикующих верующих, млн. (постоянно посещают какую-то религиозную общину) | Общее количество верующих, млн. (просто декларирующие на словах свою веру) | Общее количество верующих, млн. (просто декларирующие на словах свою веру) | Общее количество верующих, млн. (просто декларирующие на словах свою веру) | Общее количество верующих, млн. (просто декларирующие на словах свою веру) |
| -------------------------------------------------------------------------------- | ----------------------------------------------------------------------------------------------- | ----------------------------------------------------------------------------------------------- | -------------------------------------------------------------------------- | -------------------------------------------------------------------------- | -------------------------------------------------------------------------- | -------------------------------------------------------------------------- |
| Вероисповедание                                                                  | по данным опроса 2003 года¹                                                                     | по данным опроса 2010 года6                                                                     | по данным опроса 2003 года¹                                                | по данным опроса 2006 года²                                                | по данным опроса 2010 года6                                                | по сведениям самих религиозных организаций                                 |
| Украинская православная церковь (МП)                                             | 0,6-0,7                                                                                         | 1,1-1,2                                                                                         | 4,7-5,2                                                                    | 3,8-4,5                                                                    | 6,3-6,54                                                                   | нет данных5                                                                |
| Украинская православная церковь (КП)                                             | 0,55-0,65                                                                                       | 0,5-0,6                                                                                         | 3,5-4,0                                                                    | 5,3-6,0                                                                    | 4,0-4,24                                                                   | нет данных5                                                                |
| Украинская автокефальная православная церковь                                    | <0,1                                                                                            | нет данных                                                                                      | <0,4                                                                       | <0,76                                                                      | 0,23-0,254                                                                 | нет данных                                                                 |
| Украинская греко-католическая церковь                                            | 0,9-1,0                                                                                         | 0,8-0,9                                                                                         | 2,2-2,7                                                                    | 1,6-2,4                                                                    | 2,1                                                                        | 4,09                                                                       |
| Римско-католическая церковь                                                      | <0,15                                                                                           | нет данных                                                                                      | <0,5                                                                       | <0,61                                                                      | нет данных                                                                 | 0,85³                                                                      |
| Протестантские христианские церкви                                               | 0,6-0,7                                                                                         | нет данных                                                                                      | 0,8-1,3                                                                    | <0,72                                                                      | 0,50-0,53                                                                  | нет данных                                                                 |
| Ислам                                                                            | <0,1                                                                                            | нет данных                                                                                      | <0,5                                                                       | <0,46                                                                      | 0,24                                                                       | > 0,5                                                                      |
| Иудаизм                                                                          | <0,06                                                                                           | нет данных                                                                                      | <0,2                                                                       | <0,42                                                                      | 0,03                                                                       | нет данных                                                                 |
| Буддизм                                                                          | -                                                                                               | нет данных                                                                                      | -                                                                          | <0,40                                                                      | 0,03                                                                       | нет данных                                                                 |
| Другие церкви и конфессии, также внеконфессиональные и неопределившиеся верующие | <0,11                                                                                           | 0,73                                                                                            | 10,5-11,9                                                                  | 15,3-16,0                                                                  | 12,8-13,4                                                                  | нет данных                                                                 |
| Остальные                                                                        | 34,2-35,6 (посещают религиозную общину реже чем 1 раз в неделю)                                 | 31,2-32,6 (посещают религиозную общину реже чем 1 раз в неделю)                                 | 10,9-12,2 (не считают себя верующими или не определились в этом)           | 8,0-8,7 (не считают себя верующими или не определились в этом)             | 10,6-11,1 (не считают себя верующими или не определились в этом)           | -                                                                          |

¹ — Рассчитано по данным опроса проведённого фирмой «Юкрейниан социолоджи сервис» с 5 по 21 ноября 2003 г.. Количество взрослого населения Украины принято как 37,95 млн человек (см. Население Украины).
² — Рассчитано по данным опроса проведённого социологической службой Украинского центра экономических и политических исследований с 20 апреля по 12 мая 2006 г.. Количество взрослого населения Украины принято как 37,95 млн человек (см. Население Украины).
³ — Annuario Pontificio за 2010 г.
4 — Одним из косвенных подтверждений этих данных является то, что в 2009 г. по заявлению МВД Украины Пасхальные богослужения посетили 10,4 млн человек, а прихожанами церквей, празднующий праздник Пасхи по восточному обряду, согласно таблицы являются 10,7 млн человек.
5 — На официальных сайтах УПЦ КП и УПЦ (МП) отсутствует статистика собственного подсчета прихожан. Анализ публикаций сайта УПЦ КП показал, что они используют данные соцопроса, проводившегося с 7 по 25 декабря 2006 г. организацией «Украинский демократический круг» и службой «Юкрейниан социолоджи сервис». В связи с тем, что официально полностью этот соцопрос не был опубликован (отсутствует перечень задаваемых вопросов и их последовательность, а также табличные данные ответов), учитывать эти сведения не представляется возможным.
6 — Рассчитано по данным опроса проведённого социологической службой Украинского центра экономических и политических исследований с 18 по 22 ноября 2010 г.. Количество взрослого населения Украины принято как 37,95 млн человек (см. Население Украины).

## Христианство

### Православие
Православие исповедует большинство практикующих верующих Украины и подавляющее большинство в центральных, восточных и южных регионах страны.
Киевская митрополия находилась в юрисдикции Константинопольской церкви до ноября 1686 года, когда по грамоте от Вселенского патриарха Дионисия, ввиду присоединения Левобережной Украины к Русскому царству, она была передана Московскому патриархату. Впоследствии, при новом Патриархе в Константинополе, законность данного акта была поставлена под сомнение.
После распада СССР и образования независимого государства, с начала 1990-х на территории Украины параллельно существует несколько юрисдикций, называющих себя православными церквами. Канонический статус (признание со стороны автокефальных поместных православных церквей)  имеет только Украинская православная церковь (Московский патриархат), но при участии властей Украины ведутся активные переговоры о создании единой поместной православной церкви на базе УПЦ (КП), и полном признании её автокефалии.
Основные православные церкви Украины: 
- Православная церковь Украины — ПЦУ. ПЦУ — автокефальная церковь образованная на базе УПЦ КП и УАПЦ. К которой относят себя 42,6% жителей Украины (июнь 2021 года, исследование Киевского международного института социологии)[11]
- Украинская Православная Церковь (Московский патриархат) —  УПЦ (МП). УПЦ (МП) — часть Русской православной церкви (Московский патриархат), которая рассматривает Украину как часть своей канонической территории, то есть территории под своей церковной юрисдикцией.[12] На 2015 год Московский патриархат на территории Украины насчитывал 12 700 общин[13][нет в источнике].
- Старообрядчество
  - РДЦ.
  - РПсЦ
  - ДПЦ

Некоторые ведущие политические и государственные деятели с начала независимости Украины провозглашали необходимость создания «единой поместной церкви», к чему прилагались определённые усилия. А в 2018 году была создана автокефальная церковь объединившая УПЦ КП и УАПЦ.
Согласно опросу проводившемуся (до объединившая УПЦ КП и УАПЦ) с 25 декабря 2014 года по 15 января 2015 Фондом «Демократические инициативы имени Илька Кучерива» совместно с социологической службой «Ukrainian Sociology Service»  по заказу Международного центра перспективных исследований в большинстве регионов к Украинской православной церкви (Киевского патриархата) относили себя 44 % украинцев, 21 % населения назвали себя верующими Украинской православной церкви (Московского патриархата), 11 % — Украинской грекокатолической церкви. Только в Донецкой область 55% отнесли себя к УПЦ МП, а на Галичине большинство населения считает себя верующими Греко-католической церкви — 67%. Всего было опрошено 4413 респондентов и при этом опрос не проводился в Луганской области и Крыму.. В 2022 году, с началом вторжения России на Украину ряд приходов УПЦ Московского патриархата в Хмельницкой области решили присоединиться к Православной церкви Украины.

### Католицизм
Общее количество католиков (всех обрядов) на территории Украины, по данным Annuario Pontificio (Папского Ежегодника) за 2009 год, составляло 4 801 879 человек в 4 293 общинах.

Епархии Римско-католической церкви на территории Украины

- Украинская грекокатолическая церковь (УГКЦ), которая является доминирующей в Галиции (Львовская, Тернопольская, Ивано-Франковская области). В Закарпатской области также существует Мукачевская грекокатолическая епархия, которая в своём богослужении связана с УГКЦ. На 2015 г. имелось 3,9 тыс. общин[13] и на 2010 г. — 4 091 тыс. верующих[1] (УГКЦ — 3 711 тыс. и Мукачевская грекокатолическая епархия — 380 тыс. верующих).
- Римско-католическая церковь на 2015 г. имела 1,1 тыс. общин[13] и 819 тыс. верующих (Annuario Pontificio за 2009 г.)

### Протестантизм
Основная статья — Протестантизм на территории Украины
По состоянию на 2013 год на территории Украины насчитывается 10 613 протестантских церквей, что составляет 28,7% от всех религиозных объединений Украины. Численность протестантов растёт как в количественном, так и в процентном соотношении. Так, в 2009 году 9595 протестантских церквей составляли 27,8 % от всех зарегистрированных религиозных организаций.
Наиболее влиятельной и авторитетной протестантской церковью остаётся «Всеукраинский Союз Церквей евангельских христиан-баптистов». Вторым, по количеству религиозных организаций, протестантским объединением является «Церковь христиан веры евангельской Украины». Третьим — «Украинская унионная конференция церкви адвентистов седьмого дня».

#### Баптизм
В 2015 г. на Украине насчитывалось 3 тыс. общин данного направления.
Действуют такие основные объединения:
- Всеукраинский Союз Церквей евангельских христиан-баптистов (ВСЦ ЕХБ). На 2015 г. состоял из 2,7 тыс. общин[13], собственно на территории Украины было 131 тыс. членов, а всего со 300 тыс. прихожан[20]. Объединяет в себе почти 90 % баптистов Украины[21].
- Церкви Украины, входящие в Международный союз церквей евангельских христиан-баптистов (МСЦ ЕХБ). На 2015 г. в союз входило 46 общин[13] на территории Украины.
- Братство независимых церквей и миссий ЕХБ Украины[22].
- Всеукраинская Ассоциация ЕХБ.
- Корейская баптистская церковь.

На Украине баптизм начал распространяться на востоке и юге её территории во второй половине XIX-го века (по разным данным или в 1852 г. или в 1869 г.). В 1875 году возникло евангельско-баптистское братство в Одессе, в 1882 году в Киеве. Первой общиной, члены которой приняли название «евангельские христиане», была Севастопольская община, образованная в 1898 году. Взаимоотношения евангельско-баптистских верующих и Российской империи в конце XIX века были весьма непростыми, источник напряжения исходил главным образом от государства из-за его православно-монархической природы и неопределённости религиозного законодательства.
В период советской власти баптистские общины подвергались репрессиям, многие лидеры и церковные активисты были приговорены к наказаниям в виде лишения свободы. В 1944 году был сформирован Всесоюзный совет евангельских христиан и баптистов (позже переименованный в Всесоюзный совет евангельских христиан-баптистов (ВСЕХБ)).
После распада СССР Всесоюзный совет евангельских христиан-баптистов прекратил своё существование и в 1990 году был создан самостоятельный союз евангельских христиан-баптистов Украины, называющийся теперь Всеукраинским Союзом Церквей евангельских христиан-баптистов.

#### Пятидесятничество
На 2015 год на территории Украины насчитывается 3 100 общин данного направления.
Действуют такие основные объединения:
- Всеукраинский союз церквей христиан веры евангельской-пятидесятников. На 2015 г. состоит из 1 700 общин[13] со 108 000 членами[23] на территории Украины. Является частью всемирных Ассамблей Бога.
- Украинский центр Объединённой церкви христиан веры евангельской. По состоянию на 2015 год состоит из 150 общин данного объединения[13]. По собственным данным организации, церковь объединяет 80 тыс. взрослых крещённых членов[24].
- Союз свободных церквей христиан евангельской веры (ССЦХЕВ Украины). На 2015 год состоял из 140 общин[13] на территории Украины.
- Религиозный центр Божьей Церкви Христиан веры евангельской Украины. На 2015 год состоял из 150 общин[13] на Украине.
- Объединение евангельских церквей христиан веры евангельской «Украинская Миссионерская Церковь». На 2013 год объединял в себе 115 общин на территории Украины[25]. Основано в 2004 г.
- Союз Церкви Божьей Украины (ХВЕ). На 2015 год состоял из 85 общин[13] на территории Украины.
- Собор церквей Украины (ХВЕ)
- Церковь евангельских христиан в духе апостолов на территории Украины (22 общины)

На территорию Украины пятидесятничество проникло благодаря усилиям многочисленных американских и европейских религиозных миссионерских центров. Наиболее интенсивная экспансия пятидесятничества наблюдалась в начале 1920-х годов на юге Украины. Наиболее распространённым и многочисленным направлением пятидесятничества стали христиане евангельской веры, или пятидесятники — воронаевцы, его основателями были И. Е. Воронаев и В. Р. Колтович. Под влиянием проповеди Воронаева общины ХЕВ возникли в городах и селах вокруг Одессы, в Тирасполе, Николаеве. В Крыму движение воронаевцев приняло массовый характер. В 1929 г. под эгидой крупнейшего американского и международного пятидесятнического объединения «Ассамблеи Бога» была образована Восточноевропейская миссия с центром в Данциге (ныне — Гданьск), которая провела Объединённый съезд представителей украинских, русских, польских и немецких церквей пятидесятников. На съезде был образован Союз христиан веры евангельской. В 1945 году часть объединений христиан веры евангельской, а в 1947 году часть евангельских христиан в духе апостолов, в основном под нажимом властей, вошли во Всесоюзный совет евангельских христиан-баптистов. При этом некоторые церкви ХВЕ сохранили свою самостоятельность, а в других случаях возникли общие баптистско-пятидесятнические церкви. Часть общин христиан веры евангельской действовали без регистрации (сейчас — ОЦХВЕ). После распада СССР в 1990 году был создан Всеукраинский Союз Церквей христиан веры евангельской-пятидесятников, в который вошли пятидесятнические общины из состава Союза ЕХБ, автономно зарегистрированные и незарегистрированные церкви, а также миссии. В 1920—30-е годы на Западной Украине сложилась и такая деноминация, как субботствующие пятидесятники.

#### Харизматическое движение
На 2016 год на территории Украины насчитывалось 2 600 общин данного направления.
Действуют такие основные объединения:
- Центр Харизматических Христианских Церквей Украины (Полного Евангелия) (сокр. — ЦХХЦУ(ПЕ). На 2015 год Центр состоял из 600 общин[13] на территории Украины. Основан в 1995 году. В 2004 году стал членом Всемирного Пятидесятнического Братства (ВПБ).
- Духовное управление евангельских христиан Украинской христианской Церкви «Новое Поколение» (сокр. — ДУЕХУХЦ «Новое поколение»). На 2013 год объединяло в себе 250 церквей по Украине[26]. На территории Украины «Новое Поколение» с 2007 года зарегистрировано как конфессия.
- Украинская Христианская Евангельская Церковь (УХЕЦ). На 2015 год состояло из 170 общин[13] на территории Украины.
- Духовное управление Церквей евангельских христиан Украины (ДУЦЕХУ). Основано в 2002 году церковью «Посольство Божье», в которое вошли все её дочерние церкви. На 2013 год объединяет в себе более 142 церквей на Украине (со 100 000 членами по состоянию на 2007 год)[27].
- Собор независимых евангельских Церквей Украины. На 2007 год объединяло в себе более 120 церквей на территории Украины.
- Объединённая Христианская Евангельская Церковь Живого Бога. На 2015 год имело 50 общин[13] по Украине.

На территории Украины харизматическое движение получило своё распространение в 1990 году с помощью, в основном, зарубежных миссионеров, большей частью американского происхождения. В этом же году, при поддержке шведского миссионера Карла Густава Северина, в г. Донецке была основана церковь «Слово жизни». Приблизительно в это же время во Львове начинала свою деятельность миссия одного из лидеров «теологии преуспевания» в США Кеннета Коупленда. После проведения Джоном Гестом в 1991 году евангелизаций на Украине была учреждена церковь «Благодать и любовь Христа». Фактически с 1992 года начинается учреждение харизматических общин на территории Украины — в Киеве возникают церкви «Победа», «Церковь Мировой Жатвы» и «Слово веры». Значительная часть церквей сосредоточена на востоке и меньше всего на западе Украины.
Уже в первые годы стала очевидной проблема отсутствия определённого административного центра, задача которого — действовать на официальном уровне от лица множества новых церквей по всей Украине. В 1995 году был зарегистрирован Центр Харизматических Христианских Церквей Украины (Полного Евангелия), который стал самым большим объединением харизматических христианских церквей Украины. На сегодняшний день некоторые из церквей входят в разные харизматические объединения, сохраняя однако при этом свою автономность, другие — остаются вне них.

#### Адвентизм
На 2015 год на территории Украины насчитывалось 1100 общин данного направления.
- Украинская Унионная Конференция Церкви Адвентистов седьмого дня (УУК ЦАСД)]. На 2015 год имело 1100 общин[13] с 49 000 членами[28] на территории Украины.

#### Лютеранство
На 2015 год на территории Украины насчитывалось 800 общин данного направления
- Немецкая евангелическо-лютеранская церковь Украины (НЕЛЦУ).
- Украинская Лютеранская Церковь
- Синод евангелическо-лютеранских церквей Украины

#### Пресвитерианство
На 2015 год на территории Украины насчитывалось 70 общин данного направления

#### Закарпатская реформатская церковь
На 2015 год на территории Украины было 120 общин реформатской церкви.
Церковь кальвинистского направления. Абсолютное большинство верующих составляют венгры. Первые общины реформатов появились в Закарпатье в 1530-х годах. Церковь действует в 8 районах Закарпатской области. Эта территория делится на три церковных округа (Ужанский, Березский, Мароморош-Угочанский).

### Армянская Апостольская Церковь
Армянская Апостольская Церковь относящаяся к группе древних восточных церквей, на 2015 год по Украине имела 26 общин.
Общины Армянской Апостольской Церкви сейчас действуют во Львове, Киеве, Одессе, Харькове, Донецке, Запорожье, Днепропетровске, а также в некоторых городах Крыма.

## Свидетели Иеговы
На 2015 год зарегистрировано 900 общин Свидетелей Иеговы, а верующих 151 000.

## Иудаизм
На 2015 год зарегистрировано 300 иудейских организаций данного направления.
Действуют такие основные объединения:
- Объединение иудейских религиозных организаций Украины (ОИРОУ).
- Всеукраинский конгресс иудейских религиозных организаций.
- Объединение хасидов Хабад Любавич иудейских религиозных организаций Украины.

## Ислам
(особенно среди крымских татар).
На 2015 год зарегистрировано 220 исламских организаций (см. Ислам на территории Украины).
Действуют такие основные объединения:
- Духовное управление мусульман Украины (ДУМУ)[29].
- Духовное управление мусульман Украины «Умма» (ДУМУ «Умма»).(г. Киев)[30]
- Духовный центр мусульман Крыма (ДЦМК)[31]
- Духовное управление мусульман Крыма (ДУМК)[32].
- Духовный центр мусульман Украины (ДЦМУ). (г. Донецк)
- Религиозное управление независимых мусульманских общин «Киевский Муфтият». (г. Киев)

## Индуизм
(в том числе вайшнавизм — Сознание Кришны)
На 2015 год зарегистрировано 50 индуистских организаций данного направления

## Буддизм
На 2015 год зарегистрировано 60 буддийских организаций.
- Украинская Ассоциация буддистов Карма Кагью[33];
- Духовное управление буддистов Украины [34].

## Неоязычество
Основная статья — Родноверие
На 2015 год зарегистрировано 140 неоязыческих организаций.

## Межконфессиональные институции

### Всеукраинский совет церквей и религиозных организаций (ВСЦиРО)][35]
Был образован в декабре 1996 года как представительский межконфессиональный консультативно-совещательный орган с целью объединения усилий церквей и религиозных организаций в сфере духовного возрождения Украины, координации межцерковного диалога как на Украине, так и за её пределами, участия в разработке проектов нормативных актов по вопросам государственно-конфессиональных отношений, осуществления комплексных мероприятий благотворительного характера.
На 2014 год в состав ВСЦиРО входят 18 Церквей и религиозных организаций, что составляет более 95 % религиозной среды Украины:
- Всеукраинский союз церквей евангельских христиан-баптистов
- Церковь христиан веры евангельской Украины
- Духовное управление мусульман Крыма
- Духовное управление мусульман Украины (ДУМУ)
- Закарпатская реформатская церковь
- Немецкая евангелическо-лютеранская церковь Украины
- Объединение иудейских религиозных организаций Украины
- Римско-католическая церковь на Украине
- Союз свободных церквей христиан евангельской веры Украины
- Украинская автокефальная православная церковь
- Украинская грекокатолическая церковь
- Украинская епархия Армянской апостольской церкви
- Украинская лютеранская церковь
- Украинская православная церковь (Московского патриархата)
- Украинская православная церковь Киевского Патриархата
- Украинская унионная конференция церкви адвентистов седьмого дня]
- Украинская христианская евангельская церковь
- Украинское библейское общество[38]

### Совещание представителей христианских церквей Украины
Было образовано в декабре 2003 года. Главной его целью является содействие распространению на Украине основ христианства и религиозной свободы, развитие диалога между христианами по возрождению христианской морали в обществе, преодоление последствий советского атеизма и тоталитаризма и установления партнёрских отношений между государством и Церковью для развития гражданского общества.
На 2013 г. в состав Совещания церквей входят представители:
- Украинской православной церкви Киевского патриархата
- Украинской православной церкви (Московского патриархата)
- Украинской грекокатолической Церкви
- Римско-Католической Церкви на Украине
- Церкви христиан веры евангельской Украины
- Украинской христианской евангельской церкви
- Всеукраинского союза церквей евангельских христиан-баптистов
- Братства независимых церквей и миссий ЕХБ Украины[39]
- Украинской лютеранской церкви

### Украинский межцерковный совет (УМС)
Был образован в мае 2003 года. Целью деятельности УМС является защита интересов христианских Церквей, отстаивание христианских принципов и влияние на общество для распространения христианской веры.
Членами УМС являются представители протестантских объединений, в основном пятидесятническо-харизматического направления. На 2015 г. включает в себя восемнадцать объединений церквей и служений Украины:
- Церковь «Спасение»[40]
- Международное межконфессиональное «Движение искателей Бога»[41]
- Объединённая евангельская церковь Живого Бога
- Собор независимых евангельских церквей
- Союз церквей «Церковь Божья»
- Церковь «Царство Божье»[42]
- Церковь «Победа»[43]
- Объединение евангельских церквей христиан веры евангельской «Украинская миссионерская церковь»[44]
- Церковь «Новое поколение»[45]
- Киевская еврейская мессианская община[46]
- Всеукраинская Христианская Ассамблея[47]
- Церковь «Благая Весть»
- Объединение Независимых Харизматических церквей Украины
- «Молодёжь с Миссией Украины»
- Союз христианских писателей Украины [48]
- Ассамблея христианских пресвитерианских церквей Украины
- Международный центр Евангелия
- Ассоциация журналистов, издателей и глашатаев христиан "Новомедиа"
- Христианское служение "Надежда для народов"
- Международная миссия "Сердце помощи" и Тернопольский Миссионерский Институт[49]
- Ассоциация "Эммануил"

### Совет евангельских протестантских церквей Украины (СЕПЦУ)
Был образован в апреле 2005 года. В своём составе СЕПЦУ объединяет свыше 80 % всей общности протестантских церквей Украины. Целью Совета является объединение усилий евангельских протестантских Церквей (объединений), которые подписали Декларацию о создании СЕПЦУ, с целью защиты принципов свободы совести и вероисповедания, равенства всех религиозных организаций в своих правах, распространение христианских ценностей и морали.
На 2015 год в состав Совета входят:
- Всеукраинский союз церквей евангельских христиан-баптистов
- Всеукраинский союз церквей христиан веры евангельской-пятидесятников
- Центр харизматических христианских церквей Украины (Полного Евангелия)
- Украинская унионная конференция церкви адвентистов седьмого дня (УУК ЦАСД)
- Украинская Христианская Евангельская Церковь
- Союз свободных церквей христиан евангельской веры Украины[52]
- Братство независимых церквей и миссий ЕХБ Украины[53]
- Ассоциация миссионерских церквей евангельских христиан Украины (АМЦЕХУ)[54]
- Украинская лютеранская церковь
- Миссионерский евангелизационный благотворительный центр «Слово жизни» при Объединении христианских церквей Украины
- Объединение церквей «Спасение»
- Объединение Евангельских Реформаторских Церквей Украины